# Waiting Game (álbum)
Waiting Game es el sexto álbum de estudio del dúo canadiense de música electrónica Junior Boys. El álbum fue publicado el 28 de octubre de 2022 por el sello discográfico independiente City Slang. Es el primer álbum de estudio del grupo en seis años, luego del lanzamiento de Big Black Coat en 2016.

## Recepción de la crítica
En Metacritic, el álbum obtuvo un puntaje promedio de 77 sobre 100, basado en 5 críticas, lo cual indica “reseñas generalmente positivas”. Daniel Bromfield, escribiendo para Pitchfork, le otorgó una calificación de 7.0/10. Él declaró que el álbum “se siente como una pieza con lo que Greenspan y Didemus han hecho antes”. En AllMusic, Andy Kellman describió Waiting Game como “sobrio y envolvente”, mientras que Stephen Dalton de la revista Uncut lo catalogó como “un álbum inmersivo, suavemente hipnótico y esporádicamente sublime”. Luke Pearson de Exclaim! reconoce que Waiting Game, “se siente un poco débil, especialmente dada su vibra efímera y en gran medida sin ritmo”. En Loud and Quiet, Dominic Haley lo catalogó como el “equivalente musical” a la pintura Nighthawks de Edward Hopper. Ray Finlayson de Beats Per Minute considera que la segunda mitad del álbum está “ciertamente acentuada” ligeramente por el “hermoso y aterciopelado” saxofón de Colin Fisher.

## Lista de canciones
Todas las canciones escritas y compuestas por Jeremy Greenspan y Matt Didemus, excepto donde esta anotado. 
| Lista de canciones de Waiting Game |                                    |              |          |  |
| N.º                                | Título                             | Escritor(es) | Duración |  |
| 1.                                 | «Must Be All the Wrong Things»     | Greenspan    |          |  |
| 2.                                 | «Night Walk»                       |              |          |  |
| 3.                                 | «It Never Occurred to Me»          | Greenspan    |          |  |
| 4.                                 | «Thinking About You Calms Me Down» | Greenspan    |          |  |
| 5.                                 | «Yes II»                           |              |          |  |
| 6.                                 | «Dum Audio»                        | Greenspan    |          |  |
| 7.                                 | «Fidget»                           |              |          |  |
| 8.                                 | «Samba on Sama»                    |              |          |  |
| 9.                                 | «Waiting Game»                     | Greenspan    |          |  |

## Créditos y personal
Créditos adaptados desde las notas de álbum.
Personal técnico
- Jeremy Greenspan – productor, mezclas
- Bob Weston – masterización
- Greg Jones – asistente de grabación
- Tristan Miller – técnico de estudio
- Mike Jerome – diseño de portada
- Bryce Kanbara – ilustración